# Papel con calzones

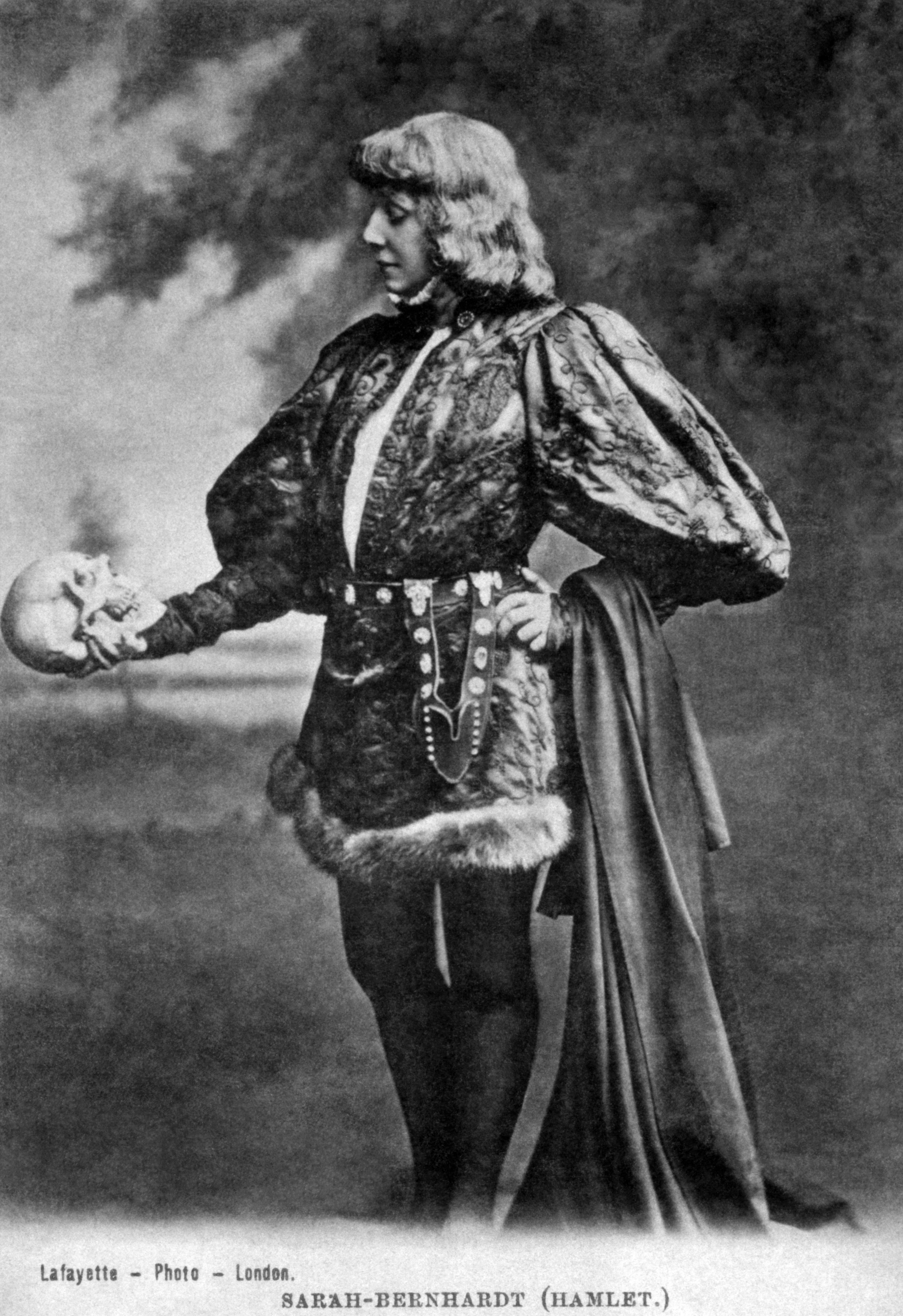
Sarah Bernhardt en el papel de Hamlet.

Un papel con calzones (en inglés también se dice pants role o trouser role) es un papel en el que una actriz aparece con ropa masculina (los calzones son unos pantalones ajustados que llegan hasta la rodilla, una prenda masculina habitual cuando este tipo de papeles se introdujeron en el teatro). 
En la ópera también se designa a personajes masculinos que se interpretan y cantan por cantantes femeninas. En el caso de una mujer interpretando el papel de un hombre joven, el papel es a menudo interpretado por una mezzosoprano o una contralto. Ejemplo de este tipo de papeles es el Cherubino de Las bodas de Fígaro. El concepto operístico de este papel asume que el personaje es masculino, y como tal lo acepta el público, incluso sabiendo que el actor no lo es. En contra, un personaje operístico femenino vestido de mujer para engañar a otros personajes — esto es, que interpreta a una mujer que pretende ser un hombre (como Leonora en Fidelio o Gilda en el tercer acto de Rigoletto) — no se considera un "papel con calzones".
Cuando se reabrieron los teatros londinenses en 1660 aparecieron las primeras actrices profesionales sobre el escenario, reemplazando los chicos vestidos de mujer empleados en la época de Shakespeare. Resultó una gran novedad de la comedia de la Restauración presentando a mujeres auténticas interpretando los picantes diálogos de la época mostrando al tiempo su cuerpo sobre el escenario, y pronto resultó más sensacional la innovación de mujeres vestidas de hombre sobre el escenario. De las 375 obras producidas en los escenarios londinenses entre 1660 y 1700, se ha calculado que unas 89, casi la cuarta parte, contenían uno o más papeles para actrices vestidas de hombre. Prácticamente todas las actrices de la Restauración aparecieron en alguna ocasión con calzones, y este tipo de papeles se introdujeron libremente en las reposiciones de obras antiguas.
Algunos críticos, por ejemplo Jacqueline Pearson, consideran que estos roles travestidos subvierten los roles sexuales tradicionales al permitir que las mujeres imiten el papel sexualmente agresivo de los libertinos hombres de la Restauración, pero Elizabeth Howe objeta que un estudio detallado de este disfraz masculino era "poco más que otra manera de mostrar a las actrices como un objeto sexual". El descubrimiento del verdadero sexo del personaje sobre el escenario a menudo involucraba el descubrimiento de sus pechos, y hay muchas referencias en los prólogos y diarios de la época sobre la fascinación que despertaba ver las nalgas, caderas y piernas, normalmente ocultas por las faldas, delineadas a través del vestuario masculino. El epílogo a la obra de Thomas Southerne Sir Anthony Love (1690) sugiere que no importaba si la obra era aburrida, mientras ofreciera una vista de las piernas de la famosa actriz Susanna Mountfort (también conocida como Susanna Verbruggen).